# Marco Aguilar
Marco Antonio Aguilar Sanabria (Turrialba, 3 de enero de 1944-Turrialba, 3 de enero de 2023) fue un poeta costarricense. Junto a Jorge Debravo y Laureano Albán, fue cofundador del "Círculo de Poetas Turrialbeños" en 1959, con lo que se convirtió en heredero directo y sobreviviente de aquel movimiento literario de los años sesenta.
De origen humilde, estudió en el colegio local; donde conoció a los otros jóvenes que tiempo después formaron el Círculo de Poetas Turrialbeños. 
Sus trabajos han sido publicados en varias revistas nacionales e incluso en la Revista de la Unión Panamericana (1965). Publicó algunos de sus poemas en portugués e inglés.  
Laboró como técnico en electrónica, reparando radios y televisores en el humilde taller de su casa, ha hecho trabajos de periodismo cultural  y fue miembro de la Asociación de Autores de Costa Rica.
El 28 de enero del 2006, la municipalidad de Turrialba, la Federación de Colonias Turrialbeñas, el Taller Literario Don Chico y Lean, le organizaron un homenaje para reconocer la trayectoria de Aguilar, quien integró el Círculo de Poetas Costarricenses.
Su estilo directo y claro, suele reflejar los vaivenes y luchas de su pueblo. Siguiendo siempre la misma línea con que inició originalmente.

## Obras
- Raigambres, Turrialba, Costa Rica: Biblioteca Líneas Grises, 1961.
- Cantos para la semana, Turrialba, Costa Rica: Biblioteca Líneas Grises, 1962.
- Emboscada del tiempo, San José: Imprenta Tormo, 1984; Ediciones Zúñiga y Cabal, 1988.
- Tránsito del sol, San José: Ediciones Zúñiga y Cabal, 1996.
- Obra reunida, San José: EUNED, 2009.
- Profecía de los trenes y los almendro muertos, New York: Nueva York Poetry Press, 2020.